# Edmond d'Hoffschmidt de Resteigne
Edmond d'Hoffschmidt de Resteigne, dit l'Ermite, né à Namur, le 24 octobre 1777, décédé à Resteigne, le 12 mars 1861, fut officier dans l'armée napoléonienne, puis ermite, non religieux, mais philosophe, à Auffe (Rochefort), et enfin bourgmestre philanthrope de Resteigne. 

## Biographie

### Famille
Fils d'Adolphe (1747-1830) et de Joséphine Raymond d'Andoy (1750-1822), il descendait, par son père, d'une famille noble originaire de Westphalie qui s'était établie dans les Pays-Bas méridionaux dès le début du XVIIe siècle, au service des ducs d’Arenberg.
Il passa son enfance à Namur et au château de Lesve, propriété de la famille de sa mère. Il eut une sœur, Louise (1775-1842), qui épousa, à Lesve, en 1800, Léopold de Goër de Herve (1767-1847), dont elle eut deux filles, Joséphine et Pauline.

### Carrière militaire
À l'âge de 29 ans, il s'engagea dans les armées napoléoniennes. Du 29 octobre 1806 au 1er mars 1809, il servit en qualité de sous-lieutenant dans le régiment des "Chevau-légers belges du duc d'Arenberg" (devenu ensuite le 27e Chasseurs à cheval), que commandait le prince Prosper d'Arenberg. Ce régiment  se rendit, en 1807, au nord de la Prusse, dans la Poméranie suédoise, puis, en 1808, au Danemark, dans le Jutland. Edmond revint à Liège en juin 1808 et, le 1er octobre de cette même année, alléguant une santé déficiente, il signa sa démission.
Au séjour qu'il fit sous les armes, en Poméranie, se rattache un épisode important de sa vie sentimentale : la rencontre, à Griebenow (Greifswald), de Christiane von Keffenbrinck, à laquelle il s’attacha, mais que son père, dit-on, lui interdit d'épouser. Ce souvenir douloureux est regardé par ses biographes comme l'une des causes de la misanthropie qui le conduisit un peu plus tard à vivre dans la solitude.

### Retrait du monde

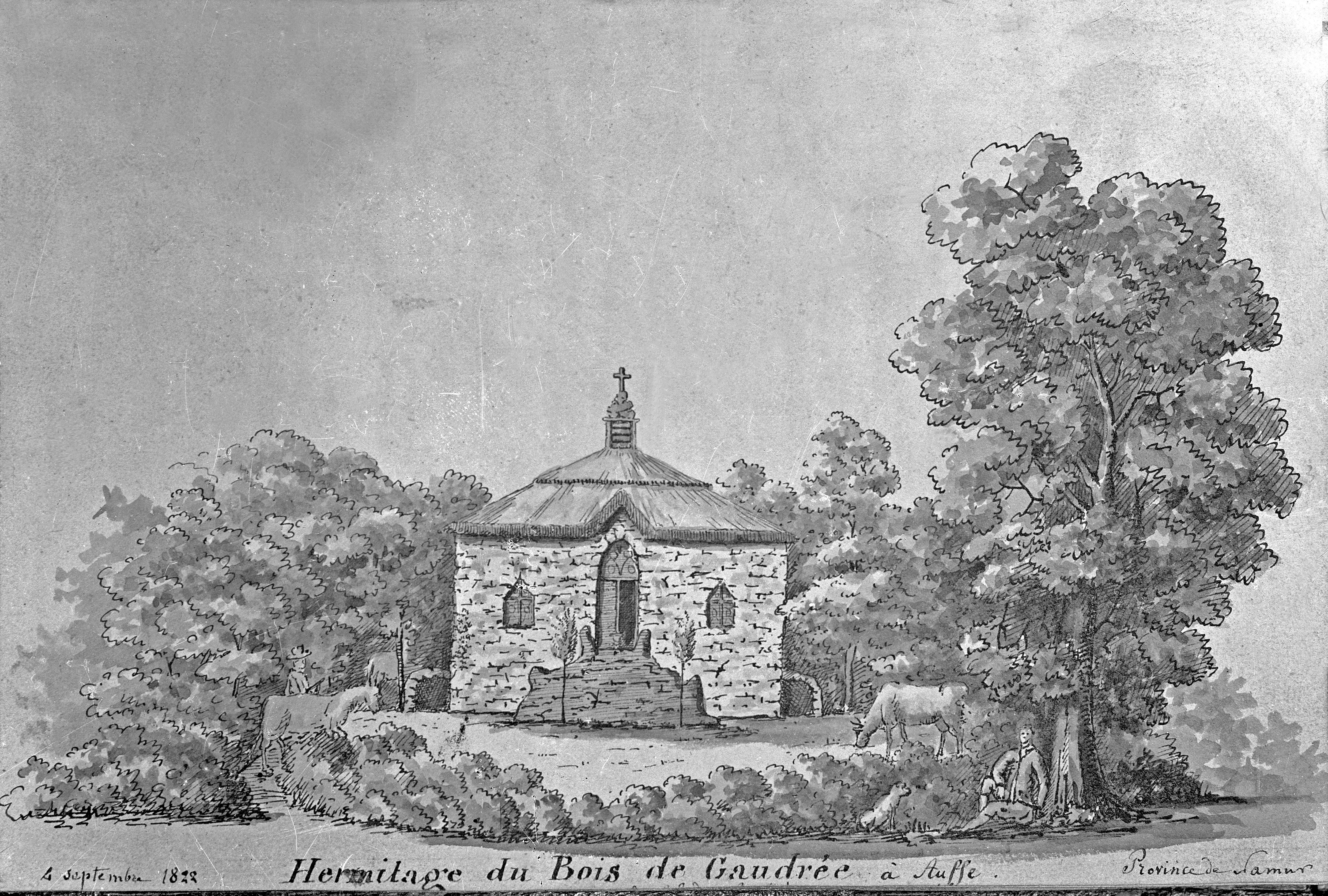
L’ermitage d’Edmond d’Hoffschmidt. Dessin d’Auguste de Peellaert, daté du 4 septembre 1822. (Coll. s.a. des Grottes de Han).

Sorti de l'armée, Edmond vécut peut-être quelque temps dans le monde, à Bruxelles. Revenu à Resteigne dès 1811, il décida de se retirer en ermite au sommet d'une colline, au lieu-dit les Gaudrées, dans le Bois de Niau (à Auffe, commune actuelle de Rochefort), non loin des ruines de la chapelle désaffectée de Saint-Pierre-Mont, qui avait été longtemps, jusqu'au XVIIIe siècle, desservie par différents ermites religieux. Il s'y fit construire une maison et un fournil pour y cuire son pain ; plus tard, il ajouta là une serre pour cultiver des fleurs et des plantes sensibles ; puis, à l'extérieur de son enclos protégé par une palissade, il fit édifier une tour en pierre, haute d'environ 8,80 m. À quelque distance, au pied de la colline, du côté de Belvaux, il fit aménager la source qui l'alimentait en eau potable, en y construisant des bassins de pierre, et il l'appela la « Source des Rêveries ». Plus tard, en 1842 probablement, il fit installer, près de là, dans un endroit culminant, un bloc de calcaire taillé en forme de pupitre ou d'autel, sur la table duquel il fit graver ces quatre vers déistes :
"Ton temple, c'est l'espace, ô Puissance infinie,
Tes autels sont le ciel, et la terre et les mers.
Que toute la nature à tes pieds s'humilie,
Reçois l'encens de l'univers."
On y reconnaît une adaptation française de la dernière strophe de l'Universal Prayer du poète anglais Alexander Pope (1688-1744).
Par ailleurs, il fit graver, sur les rochers formant le socle de sa tour, de nombreuses inscriptions dont plusieurs sont encore lisibles aujourd'hui : citations poétiques ou sentences invitant à la sagesse et provenant d'auteurs divers. Des inscriptions couvraient aussi les murs intérieurs de sa maison. Nombre d'entre elles ont été recueillies par des témoins. C'est dans cet isolement somme toute assez confortable qu'Edmond passa près d’une vingtaine d'années, probablement entre ses 34 et ses 52 ans, partageant son temps entre les tâches matérielles, la botanique, la lecture et la méditation philosophique. Il vécut dans son ermitage sous le signe du renoncement au monde, ayant écrit sur le linteau extérieur de sa porte : « Ci-gît Edmond ».
À l’ermitage, Edmond conçut une fille, Léocadie, née le 9 avril 1825, de Victoire Suray, jeune fille âgée alors de 23 ans, née à Belvaux, le 11 juillet 1801, laquelle vécut ensuite avec lui comme sa gouvernante et mourut le 23 avril 1867. Léocadie fut éduquée, comme pensionnaire, dans d'excellentes institutions, à Givet, à Paris, à Lille, et surtout à Liège.

### Châtelain de Resteigne
En 1830, après la mort de son père, qui le rendait héritier du château de Resteigne, Edmond revint au village, sans toutefois délaisser son ermitage, qu'il continua de fréquenter et d'entretenir.
À Resteigne, il déploya la plus grande activité. Il eut soin de gérer son patrimoine, qui comprenait, outre le domaine de Resteigne et de nombreuses fermes, le château d’Hodister, et qui s’accrut notamment par l’achat du château de Chanly. Il se consacra, d’autre part, au bien des habitants. Il fut conseiller communal, cité pour la première fois comme tel en janvier 1846, puis bourgmestre, poste auquel il fut élu en août 1847 et qu'il occupa jusqu'à sa mort. Ce furent de longues années au cours desquelles l'ancien ermite misanthrope ne cessa de manifester des sentiments profondément philanthropiques. Les anecdotes nombreuses qui le concernent témoignent à la fois de sa bonté et de son originalité. On rapporte que, tout en aidant paternellement ses concitoyens, il prit un plaisir particulier à susciter chez eux la surprise et le rire.

### Fin de vie
Il mourut, âgé de 83 ans. Son tombeau, dans le cimetière de Resteigne, porte cette simple épitaphe: « Il était l'ami des pauvres ». Ses funérailles, conformément à sa volonté, furent civiles, en présence d'une foule de quelque 3000 personnes. Son légataire universel fut Arthur, fils de son cousin germain Constant d'Hoffschmidt de la branche de Recogne, ancien ministre, mais un legs de 100.000 francs revint au Bureau de bienfaisance de Resteigne, accompagné d'un souhait inscrit par Edmond lui-même dans son testament de 1857 : « Je voudrais qu'en ce village au moins on ne voie plus le désolant spectacle d'hommes honorables réduits à mendier leur pain ».
En 1862, sa fille Léocadie épousa Edmond Mouzelard (1837-1902), cultivateur, dont elle eut quatre enfants et avec lequel elle vécut à Chanly, puis à Pondrôme, où elle mourut, le 14 octobre 1912, âgée de 87 ans.

## Philosophie

### Sa personnalité
Le caractère d'Edmond semble avoir été paradoxal. On le décrit sociable, enjoué, facétieux, mais aussi fantasque, imprévisible et particulièrement jaloux de son indépendance.
La personnalité de cet homme singulier nous est relativement bien connue grâce, d'une part, aux anecdotes recueillies auprès de témoins directs par ses premiers biographes (Clovis Piérard et Adrien de Prémorel, notamment) et, d'autre part, grâce aux nombreuses lettres échangées par lui soit avec son ami Célestin Hérin, notaire à Tellin, soit avec ses cousins François et Constant d'Hoffschmidt, de Recogne, soit encore avec Léopoldine de Wautier (1817-1911), veuve de François d' Hoffschmidt, lettres conservées par les héritiers de ces différents correspondants.

### Sa culture
Pour autant qu'on en puisse juger, d'après ses lettres et quelques détails significatifs glanés dans sa biographie, Edmond jouissait d'une bonne culture classique, fondée sur les auteurs latins de l'Antiquité ainsi que sur les auteurs français du Grand Siècle (Boileau, La Fontaine). Il lisait de préférence les écrivains du XVIIIe siècle (Delille, Buffon, Bernardin de Saint-Pierre, Pope, Voltaire et Rousseau), tout en appréciant quelques poètes plus modernes (Lamartine et Byron) et des romanciers à la mode, tels que Charles d'Arlincourt et Frédéric Soulié. Son intérêt pour la botanique et les sciences naturelles le rapprochait des Encyclopédistes. Son retrait dans la solitude de la nature est d'ailleurs un acte culturel qui paraît à la fois d'inspiration rousseauiste et de caractère romantique.
Les positions religieuses d'Edmond restent par ailleurs à préciser. Il est clair que cet héritier des Lumières vécut à l'écart de l'Église et fut hostile au pouvoir du clergé. Son enterrement civil en est la preuve. Le refus du christianisme n'excluait toutefois pas, chez cet homme nourri de lectures, l'existence d'un authentique sentiment religieux, dont témoignent les vers du poète Alexander Pope qu'il avait fait graver, comme on l'a dit, en l'honneur de la « Puissance infinie ». Déisme dû à l'influence de Voltaire et des Lumières? Probablement. Religiosité romantique? Peut-être aussi.

## Ruinede sonermitage
Il est regrettable de devoir constater que les souhaits d'Edmond concernant son ermitage n'ont pas été respectés. Le testament de 1840 stipulait que les lieux fussent entretenus : « Je désire que mes héritiers ne laissent pas sans entretien mon Ermitage, ni la fontaine, et que l'on ne coupe pas les genévriers qui se trouvent dans le petit bois qui l'entoure ». En 1872, le domaine de Resteigne fut vendu par Arthur et Constant d’Hoffschmidt à la famille van der Linden d'Hooghvorst, qui dispersa les meubles et les objets de l'ermitage, et permit le pillage et la démolition des bâtiments. Indignée par cette situation, Camille, fille de Constant d'Hoffschmidt et veuve d’Henri Bodinus, petite cousine de l'Ermite, intenta à cette famille, de 1897 à 1899, un procès dont les minutes contiennent de nombreux témoignages permettant de connaître avec précision l'état des lieux avant leur dégradation.

## Entretien de lamémoire

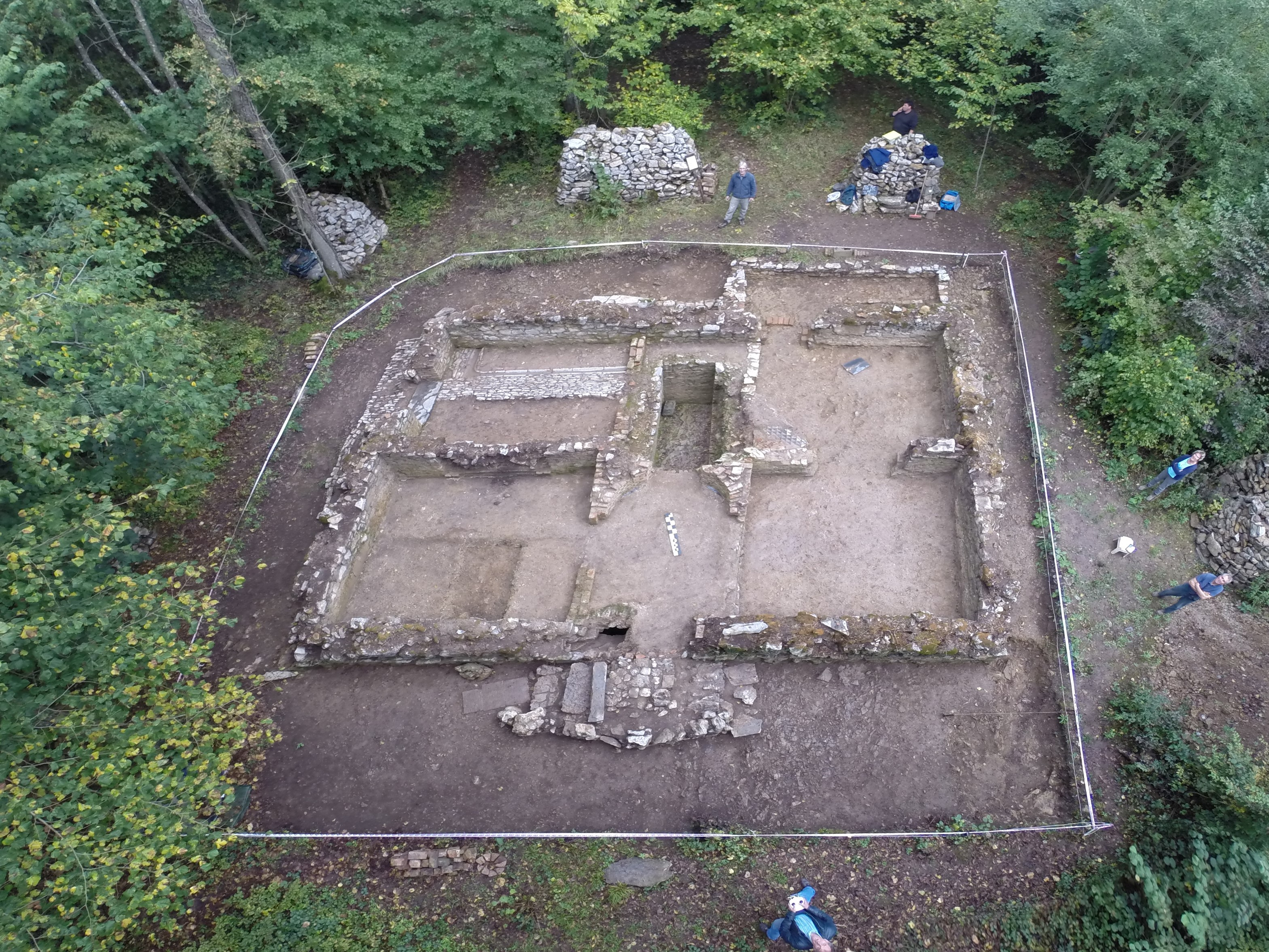
Vue d’ensemble du logis de l’Ermite après fouille (Photo drone P. Gérard, du 9 octobre 2014).

L’intérêt pour la vie singulière et la personnalité attachante d’Edmond d’Hoffschmidt a été ranimé par les recherches historiques de Jeanne Maquet-Tombu, publiées en 1967, puis par la création, en 1998, de l’association des « Amis de l’Ermite » due à l’artiste Pascale Corbeel, association de fait remplacée, en 2002, à l’initiative de Pierre Jodogne et de Guy Muraille, par l’Asbl « Les Amis de l’Ermite de Resteigne ». Cette Asbl. a publié annuellement un bulletin (intitulé L’ermitage) contenant des études se rapportant à l’Ermite et à son entourage.
On doit aux travaux des membres de cette Asbl, outre de nombreuses publications de caractère historique ou philologique, la restauration de la tombe d’Edmond, ainsi qu’une fouille systématique et scientifique des vestiges de son ermitage dirigée par Bruno Marée et patronnée par le Service archéologique de la Région Wallonne.